# Ponta da Fruta
Ponta da Fruta är en udde i Brasilien.   Den ligger i kommunen Vila Velha och delstaten Espírito Santo, i den sydöstra delen av landet, 900 km sydost om huvudstaden Brasília.
Terrängen inåt land är platt. Havet är nära Ponta da Fruta åt sydost. Närmaste större samhälle är Viana, 19,4 km nordväst om Ponta da Fruta.